# Holger Edmaier

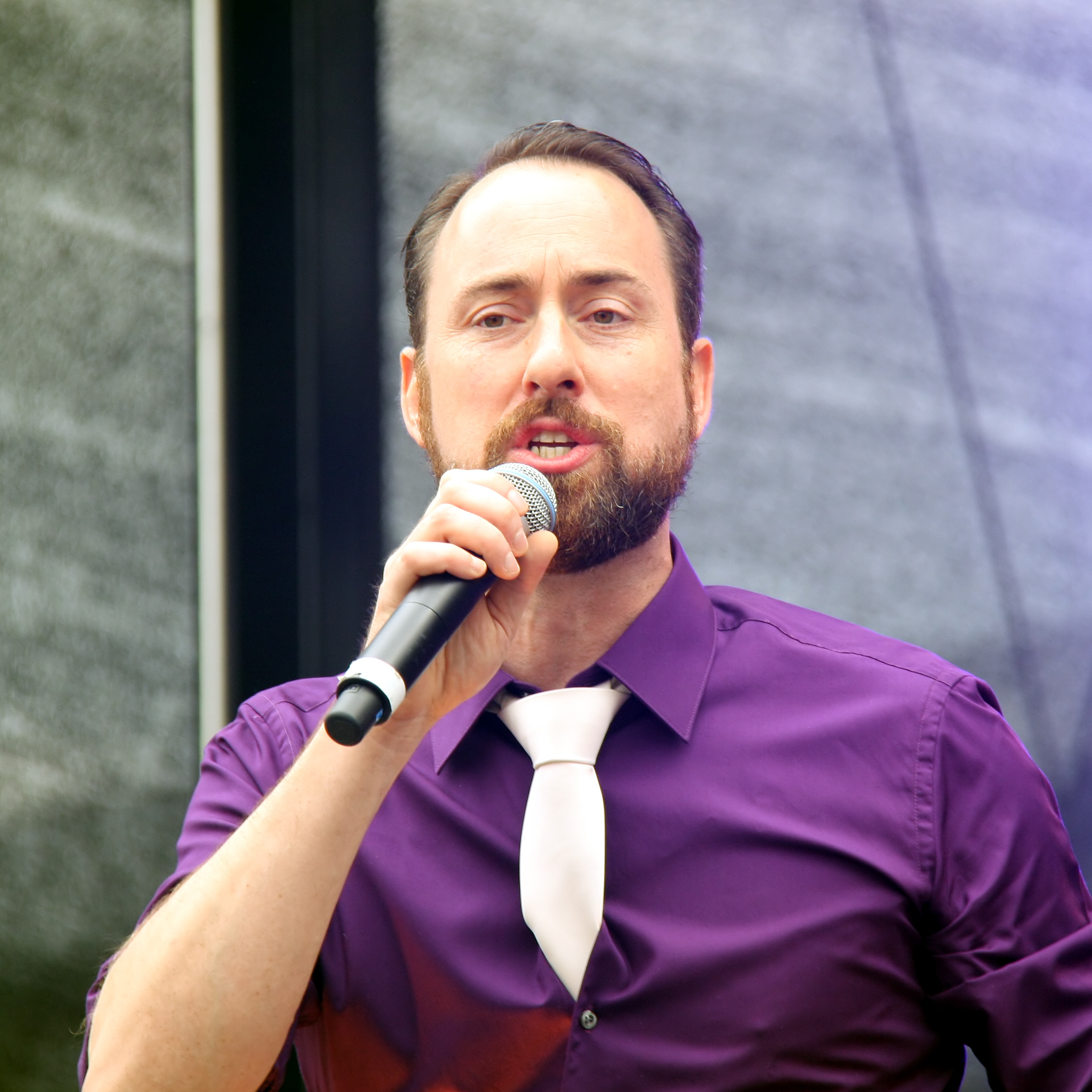
Holger Edmaier mit Auszügen aus seinem Programm „Nacktbaden“. Bühnenprogramm zum Kölner CSD-Straßenfest/ColognePride 2011.

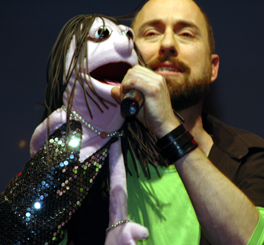
Holger Edmaier auf der Kulturbörse in Freiburg (2009)

Holger Edmaier (* 11. Mai 1972 in Bremen) ist ein deutscher Musikkabarettist, Komponist, Texter, Moderator und Menschenrechtsaktivist.

## Leben
Holger Edmaier wuchs in Ganderkesee in Niedersachsen auf, machte dort 1992 sein Abitur und zog noch im selben Jahr nach Köln. Dort studierte er Sportwissenschaften an der Deutschen Sporthochschule Köln. Während seiner Studienzeit arbeitete er unter anderem als Cheftrainer der deutschen Nationalmannschaft Torball Herren im Blindensport und wurde mit der Mannschaft 1997 Europameister.
1998 gründete er mit Helena Marion Scholz das Musik-Kabarett Duo „Duotica“, mit dem er bis 2006 im deutschsprachigen Raum auftrat. 2003 wurde Duotica mit dem Sonderpreis des Deutschen Kabarettpreises ausgezeichnet. 2004 erhielt er mit Duotica den Hauptpreis der Westspitzen sowie den Spartenpreis Chanson.
Seit 2006 präsentiert Holger Edmaier Soloprogramme. Auf der Bühne begleitet er sich selbst am Klavier, an der Ukulele oder singt zum selbstproduzierten Halbplayback. Die Form der Programme bezeichnet er als PopKabarett. Er war 2006 Stipendiat und Absolvent des Texter Seminars der Celler Schule der GEMA-Stiftung.
2013 erfolgte der Umzug nach Stuttgart.
Seit 2014 leitet Edmaier das Projekt 100% MENSCH, das sich für komplette Gleichstellung und Akzeptanz der sexuellen Orientierungen und die Gleichberechtigung aller Geschlechter einsetzt. Die gemeinnützige Organisation veröffentlicht jedes Jahr einen Kampagnen-Song, der unter anderem von Edmaier komponiert und von verschiedenen Künstlern eingesungen wird. 2017 entstand die Kunstausstellung WE ARE PART OF CULTURE, welche von Edmaier entworfen und kuratiert wird.

## Werk
In seinen Liedern und Texten beschäftigt sich Edmaier meist mit zwischenmenschlichen Themen wie Liebe und Beziehung. Aber auch sozial- und gesellschaftskritische sowie politische Inhalte gehören zu seinem Repertoire. Die Lied-Kompositionen umfassen Neuer deutscher Chanson, Jazz-, Pop-, Musical-, Elektro- und klassische Elemente. Neben der Bühne komponiert Holger Edmaier auch für Film und Werbung.

## Programme
- Im Bett mit Sondheim (1998, Revue mit Bernd von Fehrn, Stephan Runge, Steve Nobles, Markus Stetzenberg und Pelle Pershing)
- Schlampenalarm (1998, Duotica)
- Nachtschattengewächse (2001, Duotica)
- Wir schenken und nichts! (2002, Duotica)
- Schönenwahn (2004, Duotica)
- verliebungssüchtig (2006, Solo)
- Spielwiese - ein Eldorado für Bekloppte (2009, Solo)
- Nacktbaden (2011, zusammen mit Vanessa Maurischat)
- [kɔnˈtsɛrt] (2012, am Klavier: Volker Sondershausen)
- Ich Rindviech! (Ihr aber auch...) (2013, Solo)
- Wir schenken uns nichts! (2014, Solo)
- [kɔnˈtsɛrt 2] (2017, am Klavier: Tobias Becker und Lili Sommerfeld)
- Gefährtenlesen (2023, Kurzprogramm, am Klavier:Tobias Becker und Lili Sommerfeld)
- Glück und andere Umgereimten (2023, Kurzprogramm, am Klavier: Tobias Becker und Lili Sommerfeld)

## Veröffentlichungen
- endlich… (CD, 2004, Duotica)
- Treibsand (CD, 2009, Holger Edmaier)
- verliebungssüchtig . remixed (EP, 2010, Holger Edmaier)
- schlacht.reif (CD, 2013, Holger Edmaier)
- 100% Mensch (EP, 2014, Projekt 100% MENSCH)
- 77 (Love is Love) (EP, 2015, Projekt 100% MENSCH)
- Ich sage ja (EP, 2016, Projekt 100% MENSCH)
- Wir sind eins (EP, 2017, Projekt 100% MENSCH)
- Say Something (EP 2019, Projekt 100% MENSCH)
- Not Alone (EP 2022, Projekt 100% MENSCH)

## Auszeichnungen
- Nominierung für den Rosa Detlef (2018)
- Publikumspreis der Heilbronner Lorbeeren (2002)
- Sonderpreis des Deutschen Kabarettpreis (2003)
- Sonderpreis der Tuttlinger Krähe (2004)
- Westspitzen Spartenpreis Chanson (2004)
- Westspitzen Hauptpreis (2004)
- 3. Platz Mad Nauheimer Comedypreis (2008)
- 48hours Award - best musical score (2008)
- Nominierung Tuttlinger Krähe (2008)
- Finale Klagenfurter Herkules (2009)
- Nominierung St. Ingberter Pfanne (2009)
- Nominierung Paulaner Solo (2010)
- 1. Platz Hofer Theresienstein (2011)
- Finale Hamburg Comedy Pokal (2014)
- Nominierung für die Kabarettbundesliga 2014/15
- Herborner Schlumpeweck (Jurypreis, 2015)
- Bremer Comedy Award (Jurypreis, 2015)